# Epitonium gloriolum
Epitonium gloriolum is een slakkensoort uit de familie van de Epitoniidae. De wetenschappelijke naam van de soort is voor het eerst geldig gepubliceerd in 1901 door Melvill & Standen.